# تأثير أوكونيل
تأثير أوكونيل هو عدم التماثل في منحنى الضوء الضوئي لبعض النجوم الثنائية المتقاربة. سميت على اسم عالم الفلك د. ج. ك. أوكونيل، SJ من كلية ريفرفيو في نيو ساوث ويلز الذي درس هذه الظاهرة في عام 1951 وتميزها عن ما يسمى بتأثير البيراسترون الذي وصفه المؤلفون السابقون، لأنه لا يظهر بالضرورة بالقرب من البيراسترون، عندما قد تتسبب آثار المد والجزر وزيادة في الإشعاع المتبادل في زيادة في السطوع.

## التأُثير
السطوع خارج الكسوف الحد الأقصى لبعض النجوم الثنائية مرتفعة بشكل غير متساو. وهذا يتعارض مع التوقعات التي يجب أن تكون اللمعان الملحوظ لثنائية مُكَلِمِة هي نفسها عندما تقوم مكوناتها بتبديل المواضع كل نصف فترة. الحد الأقصى التالي الحد الأدنى الأساسي هو دائماً تقريباً أكثر إشراقاً من السابق. وهذا ما يسمى تأثير أوكونيل إيجابية، ويشار إلى الحالة العكسية باسم تأثير أوكونيل السلبية. يزيد الفرق مع بيضاوي النجوم، والاختلافات في أحجامها وكثافاتها. كما لوحظت اختلافات طيفية بين الحد الأقصى اللاحق.

## محاولات الشرح
في بعض الأنظمة التي لوحظت فيها الظاهرة، كما هو الحال في CG Cygni أو RT Lacertae أو XY Ursae Majoris أو YY Eridani، تم العثور على اختلاف السطوع بين الحد الأقصى اللاحق متغيرًا، في أنظمة أخرى مستقرة نسبيًا. علاوة على ذلك، تمت ملاحظته في مجموعة متنوعة من التكوينات، مثل أنظمة الاتصال الزائد وشبه المنفصل والقريب على حد سواء. هذه العوامل تجعل التفسير صعبًا وتقترح أن الآليات المختلفة قد تكون مسؤولة عن التأثير الظاهر. وبالتالي تم اقتراح العديد من الأسباب: التوزيع غير المتماثل لنقاط النجوم، وتأثيرات تيارات الغاز ذات الاتجاه الواحد بين مكونات النظام الثنائي، أو تدفق المادة المحيطية ، التي تنحرف بشكل غير متماثل بسبب قوى كوريوليس.

## أمثلة
وقد لوحظ تأثير أوكونيل، من بين أمور أخرى، في الأنظمة الثنائية W Crucis  RT Lacertae ،CX Canis Majoris ،TU Crucis ، AQ Monocerotis ،DQ Velorum، وCG Cygni.